# 서현숙 (축구 선수)
서현숙(徐賢淑, 1992년 1월 6일~)은 대한민국의 전 여자 축구 선수이다. 포지션은 수비수이다.

## 클럽 경력
2007년부터 2009년까지 동산정보산업고등학교에 재학했고 2010년부터 2011년까지 한양여자대학교에 재학했다.
2011년 11월 15일에 열린 2012년 WK리그 신인 드래프트에서 7순위로 지명되어 이천 대교에 입단했다. 이후 이천 대교가 2017년에 해체됨에 따라 2018년에 수원도시공사로 이적했다.
2021년 시즌을 앞두고 서울시청으로 이적하게 되었다. 2024년 시즌을 끝으로 은퇴하였다.

## 국가대표 경력
2007년부터 2008년까지 대한민국 여자 U-17 축구 국가대표팀 선수로 활동하면서 11경기에 출전했으며 뉴질랜드에서 개최된 2008년 FIFA U-17 여자 월드컵에 참가했다. 2009년부터 2012년까지 대한민국 여자 U-20 축구 국가대표팀 선수로 활동하던 동안에는 19경기에 출전하여 2골을 기록했고 독일에서 개최된 2010년 FIFA U-20 여자 월드컵, 일본에서 개최된 2012년 FIFA U-20 여자 월드컵에 참가했다.
2012년 2월 15일부터 2월 19일까지 중국 충칭에서 열린 조선민주주의인민공화국, 중국, 멕시코와의 융촨 4개국 친선 여자 축구 대회 경기에 처음 출전하면서 대한민국 여자 축구 국가대표팀 선수로 데뷔했다. 2012년 키프로스컵에서는 대한민국이 5위를 차지하는 데에 기여했고 2014년 키프로스컵에서는 대한민국이 3위를 차지하는 데에 기여했다.
베트남에서 개최된 2014년 AFC 여자 아시안컵에서는 태국과의 조별 예선 경기에서 선발 출전했으며 중국과의 3·4위전 경기에서 교체 출전했다. 하지만 캐나다에서 개최된 2015년 FIFA 여자 월드컵 최종 명단에서 제외되면서 FIFA 여자 월드컵 본선에 참가하지 못했다. 중국에서 개최된 2015년 EAFF 여자 동아시안컵에서는 중국, 일본과의 경기에서 교체 출전했고 조선민주주의인민공화국과의 경기에서 선발 출전했다. 대한민국은 2015년 EAFF 여자 동아시안컵에서 준우승을 차지했다.
일본 오사카에서 개최된 2016년 리우데자네이루 하계 올림픽 여자 축구 아시아 지역 최종 예선에서는 조선민주주의인민공화국, 일본, 베트남과의 경기에서 선발 출전했고 중국과의 경기에서는 교체 출전했다. 하지만 대한민국은 최종 예선에서 4위를 기록하면서 올림픽 본선 진출이 좌절되었다.

## 개인 생활
서현숙은 춘천한마음교회 소속 개신교도이다.